# Isophya splendida
Isophya splendida är en insektsart som beskrevs av Naskrecki och Ünal 1995. Isophya splendida ingår i släktet Isophya och familjen vårtbitare. Inga underarter finns listade i Catalogue of Life.